# Orbita rendszer
Az Orbita (oroszul: Орбита) rendszer szovjet, később orosz műholdas távközlési rendszer, mely távközlési műholdakból és földi állomások hálózatából áll. Feladata a szovjet központi televízió adásának továbbítása volt a fővárostól távoli területeire, de távbeszélő-csatornákkal is rendelkezett. 1965-ben indult el a kísérleti üzeme, majd az egész rendszert 1967-ben helyezték üzembe. A földi állomások közötti adatátvitelt Molnyija típusú műholdak biztosították. 1967-ben több mint 20, 1970-re már több mint 40 földi állomással működött. A műholdak vezérlését egy központi földi állomásról biztosították.

## Története és működése
Az Orbita rendszerrel szerzett tapasztalatok alapján építették ki az 1960-as évek végétől a szocialista országok közös űrtávközlési rendszerét, az Interszputnyikot. 

## A földi állomások
A földi állomások típustervek alapján készült, henger formájú vasbeton épületek, melyekre 12–15 m átmérőjű, 54 dB nyereségű parabolaantennát szereltek. Az antenna a vízszintes síkban 270°-os tartományban tudott elfordulni, míg a függőleges síkban 0–90° között. Az állomások antennájának folyamatosan követnie kellett az erősen elnyújtott elliptikus pályán (Molnyija-pálya) mozgó műholdakat. Az épületben helyezték el az antennamozgató mechanizmust, az adó- és vevőberendezéseket, valamint a rendszer légkondicionáló berendezéseit. Az antenna alumíniumötvözetből készült, teljes tömege a mozgató mechanizmussal együtt kb. 50 t.
Az 1977-ben felépített Taliándörögdi Űrtávközlési Földi Állomáson is Orbita rendszerű földi állomást létesítettek. 
Később megjelentek a három konténerből álló, könnyen telepíthető Marsz típusú földi állomások is. Ezeket 7 m átmérőjű antennával szerelték fel. 1973-ban egy Marsz állomást telepítettek Delhibe és ennek segítségével közvetítették Leonyid Brezsnyev szovjet pártfőtitkár indiai látogatásának eseményeit.

### Földi állomások elhelyezkedése
A rendszer földi állomásai az 1970-es években (zárójelben a települések mai nevei):
| - Murmanszk - Gremiha - Arhangelszk - Moszkva - Sziktivar - Gurlev - Jebit-Dag - Ashabad (Asgabad) - Frunze (Biskek) - Alma Ata (Almati) - Dzsezkazgan (Zsezkazgan) | - Uraj - Szurgut - Vorkuta - Norilszk - Novoszibirszk - Kemerovo - Abakan - Kizil - Krasznojarszk - Bratszk | - Irkutszk - Ulan Ude - Csita - Bodajbo - Jakutszk - Zeja - Blagovescsenszk - Komszomolszka-na-Amure - Habarovszk - Vlagyivosztok | - Juzsno-Szahalinszk - Alekszandrov-Szahalinszkij - Oha - Nyikolajevszk na Amure - Ohotszk - Uszty Nyera - Mgadan - Petropavlovszk - Bilibino - Anadir |